# I'm with You Always
I'm with You Always è il terzo album di Mike Bloomfield pubblicato dalla Demon Records (e dalla Benchmark Records) nel 1977.
Il disco fu registrato dal vivo al "McCabe's Guitar Shop" di Santa Monica in California il Primo di gennaio del 1977.

## Tracce
1. Eyesight to the Blind – 4:15 (Sonny Boy Williamson II)
2. Men's Room – 0:56
3. Frankie and Johnny – 4:42 (Brano tradizionale)
4. I'm with You Always – 3:41 (Brano tradizionale)
5. Jockey Blues / Old Folks Boogie – 3:52 (Brano tradizionale)
6. Some of These Days – 4:59 (Brano tradizionale)
7. Don't You Lie to Me – 3:34 (Brano tradizionale)
8. Hymn Time – 3:35 (Brano tradizionale)
9. Darktown Strutter's Ball – 4:05 (Brano tradizionale)
10. Stagger Lee – 4:30 (Brano tradizionale)
11. I'm Glad, I'm Jewish – 3:17 (Mike Bloomfield)
12. A-Flat Boogaloo – 5:21 (Mike Bloomfield)

## Musicisti
- Mike Bloomfield - chitarra, voce
- Mark Naftalin - tastiere
- Beull Neidlinger - basso
- Buddy Helm - batteria